# Roberto Dabbene
Roberto Dabbene est un ornithologue italo-argentin, né en 1864 à Turin et mort en 1938.

## Biographie
Il obtient un titre de docteur en 1884 à l’université de Gênes et émigre en Argentine en 1887. Après avoir enseigné la chimie à l’Universidad Nacional de Córdoba, il s’installe à Buenos Aires en 1890 où il travaille pour le zoo de la ville. Durant quarante ans, il étudie les oiseaux argentins et fait paraître de nombreuses publications.

## Liste partielle des publications
- "Contribución a la ornitología del Paraguay", Anales del Museo Nacional de Buenos Aires 23 : 283-390 (1912)
- "Notas sobre una colección de Avesde la Isla Martín García", El Hornero 1 (1917). (1) : 29-34 ; (2): 89-96; (3) : 160-168; (4): 236-248.
- "Los pingüinos de las costas e islas de los mares argentinos", El Hornero 2 (1): 1-9 (1920)
- "Tres aves nuevas para la avifauna uruguaya", El Hornero 3 (4): 422 (1926)
- "The ornithological collection of the Museo Nacional, Buenos Aires its origin, development and present condition", The Auk Vol. 43 N. 1: 37-46 (1926)
- "Las palomas y tórtolas de la Argentina", Revista Diosa Cazadora, Suplemento (125) (1938)
- "Fauna Magallánica. Mamíferos y aves de la Tierra del Fuego e islas adyacentes"

## Source
- (en) Cet article est partiellement ou en totalité issu de l’article de Wikipédia en anglais intitulé « Roberto Dabbene » (voir la liste des auteurs).